# إمارة جمشكزك
إمارة جمشكزك (بالكردية: Mîrektiya Melkîşî‏) هي إمارة كرديّة مُسْتقلة ذات نِظَام وِراثيٍّ من القرن الثالث عشر حتى عام 1663، تَمَركزَت حول بلدات جمشكزك ومازغيرت وبرتك وساغمان وكانت مَأهُولة بِكلٍّ من المسلمين وخاصَّة العلويُّون اَلكُرد وغير المسلمين.

## التاريخ
ظلت المنطقة المحيطة بجمشكزك تحت سيطرة قبيلة الملكشاهي الكردية خلال الغزو المغولي وغزو قره قويونلو بقيادة قره يوسف. استهدف آق قويونلو قبيلة الملكشاهي عندما دخلوا كردستان تحت قيادة أوزون حسن بإرسال التركمان إلى جمشكزك لمهاجمة الكرد ولكنهم خسروا أمام مقاومةٍ كردية. ساءت العلاقات الكردية التركمانية مع زيادة هيمنة القزلباش خاصة مع تعيين التركماني القزلباشي خان محمد أوستاجالو في ديار بكر مما دفع الكرد في جمشكزك ومناطق أخرى إلى الثورة قبل وصول العثمانيين مباشرةً.
حشد إدريس البدليسي جيشًا كرديًا نِيَابَةً عن الدولة العثمانية في صيف عام 1515، لمحاربة آق قويونلو والصفويين من أجل استعادة ديار بكر. انضمت إلى الجيش الكردي قوات عثمانية من أماسية كانت تسير نحو ديار بكر ونجحوا في الاستيلاء على المدينة بحلول منتصف شهر سبتمبر من نفس العام، واستمر الجيش بعدها في الاستيلاء على ماردين وسحقَ القزلباش في دنيصر في عام 1516، لِيكافأ بعدها السردار العثْمانيَّ وَحاكِم إيالة ديار بكر بيقلي محمد باشا الكرد ويعزِّز علاقاته معهم، ويشمل لَاحقًا إمارة جمشكزك ضِمن إيالة ديار بكر. ورد ذِكْر الإمارات الكرْديَّة لِكلٍّ مِن جمشكزك وچرميك في الدفتر في عام 1518.
كتب المؤرخ الكردي شرفخان البدليسي في الشرفنامة أن حاكم جمشكزك حاجي رستم بيك دعم إسماعيل الأول في أوائل القرن السادس عشر، وبالتالي أعدمته الدولة العثمانية وسلمَ سليم الأول الإمارة إلى أبنه بير حسين وأدرجَ إيرادات بلدة جمشكزك وضريبة الاقتراع لغير المسلمين وضريبة الأغنام (عادت أغنام) وإيرادات القرى بأكملها. قسمت التيمار والزعامت المتبقين بين الأبناء وبالتالي ظلت الأرض وراثية، وكانت العائلة لا تزال تسيطر على المنطقة في عام 1597، بحلول الوقت الذي كتب فيه البدليسي الشرفنامة.
أُلغِيت الإمارة في عام 1663 وتحولت جمشكزك إلى مقاطعة (مصطلح عثمانيّ).